# Salt amb esquís als Jocs Olímpics d'hivern de 1964
Als Jocs Olímpics d'Hivern de 1964 celebrats a la ciutat d'Innsbruck (Àustria) es disputaren dues proves de salt amb esquís en categoria masculina, instaurant-se una nova categoria de salts.
El salt des del trampolí de 70 metres es realitzà el dia 31 de gener i el salt del trampolí de 80 metres es feu el 9 de febrer de 1964 a les instal·lacions de salt de Bergisel. Hi participaren un total de 57 saltadors de 15 comitès nacionals diferents.

## Resum de medalles
| Prova                 | Or               | Argent           | Bronze            |
| Salt amb esquís 70 m. | Veikko Kankkonen | Toralf Engan     | Torgeir Brandtzæg |
| Salt amb esquís 80 m. | Toralf Engan     | Veikko Kankkonen | Torgeir Brandtzæg |

## Medaller
| Posició | País      | Or | Argent | Bronze | Total |
| 1       | Noruega   | 1  | 1      | 2      | 4     |
| 2       | Finlàndia | 1  | 1      | 0      | 2     |
|         |           |    |        |        |       |
| Total   | Total     | 2  | 2      | 2      | 6     |